# Efekt wyświadczonej przysługi

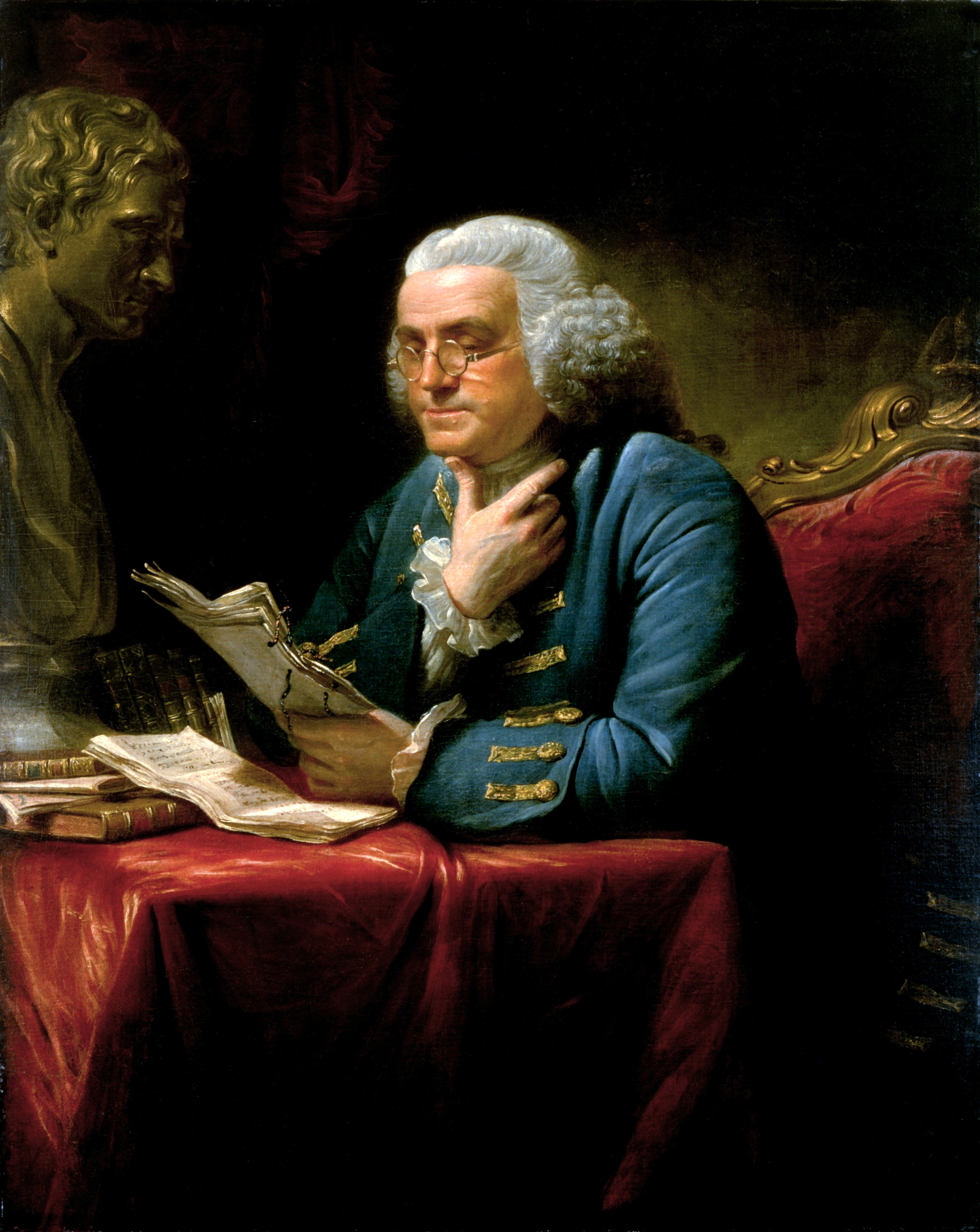
Portret Benjamina Franklina autorstwa Davida Martina, 1767

Efekt wyświadczonej przysługi, znany również jako efekt Benjamina Franklina – tendencja do zmiany postawy na bardziej przyjazną w stosunku do osób, dla których zrobiło się coś dobrego.

## Wytłumaczenie efektu
Efekt wyświadczonej przysługi tłumaczy się najczęściej w kategoriach dysonansu poznawczego. Zrobienie czegoś dla drugiej osoby, szczególnie wtedy, gdy jej nie lubimy lub jest nam obojętna, może wywołać stan napięcia spowodowany dysonansem pomiędzy postawą „nie lubię tej osoby” a nieodpowiadającym jej zachowaniem „pomogłem jej”. W celu zredukowania dysonansu i obniżenia napięcia następuje zmiana postawy z „nie lubię tej osoby i jej pomogłem” na „pomogłem tej osobie, bo ją lubię”.
Innym wytłumaczeniem efektu jest teoria autopercepcji Daryla Bema. Zakłada ona, że ludzie wnioskują o własnych postawach i cechach na podstawie obserwacji własnych zachowań. Skoro więc wyświadczyłem komuś przysługę (obserwacja zachowania), to oznacza, że ta osoba nie jest mi obojętna (wnioskowanie o własnej postawie).

## Efekt wyświadczonej przysługi w literaturze
Swoją alternatywną nazwę efekt zawdzięcza Benjaminowi Franklinowi. Opisał on w autobiografii Żywot własny taktykę, którą obrał w stosunku do swego przeciwnika w wyborach na pisarza Zgromadzenia Pensylwanii w 1737 roku:

Nie zamierzałem wszakże ubiegać się o jego życzliwość drogą okazywania mu służalczych względów, ale odczekawszy trochę obrałem inną metodę. Wiedząc, że ma on w swojej bibliotece pewną rzadką a interesującą książkę, wystosowałem doń list, w którym wyraziłem pragnienie przejrzenia książki oraz prośbę, aby zechciał łaskawie pożyczyć mi ją na kilka dni. Przysłał mi ją natychmiast, ja zaś zwróciłem po niespełna tygodniu z nowym listem, w którym wypowiedziałem moją gorącą wdzięczność. Kiedy niebawem spotkaliśmy się w Izbie, przemówił do mnie (czego nigdy dotąd nie robił) i wdał się w nader uprzejmą rozmowę. Odtąd też okazywał zawsze gotowość dopomagania mi przy każdej sposobności i wkrótce bardzo zaprzyjaźniliśmy się, a przyjaźń ta trwała aż do jego śmierci. Wypadek ten potwierdził raz jeszcze prawdziwość starej maksymy której dawno już nauczyłem się, a która głosi, że: „Ten, kto raz ci wyrządził przysługę, będzie bardziej skory oddać ci nową niż ktoś, komuś ty usłużył”.

Wzmiankę o efekcie wyświadczonej przysługi zawarł również w swojej książce Wojna i pokój Lew Tołstoj:

Jak Sterne powiada: „Nie tyle kochamy ludzi za dobrodziejstwa, które oni nam wyświadczyli, ile za dobrodziejstwa, któreśmy im wyświadczyli”.

## Wyniki badań eksperymentalnych nad efektem
Podobnie jak i inne błędy poznawcze, również efekt wyświadczonej przysługi został zweryfikowany eksperymentalnie:
- Zaproszono grupę studentów do udziału w badaniu w roli eksperymentatorów. Każdy z nich miał przekazywać dwóm badanym osobom zadania do wykonania, przy czym jedną z tych osób miał traktować uprzejmie, a drugą nieuprzejmie. Po badaniu poproszono o ocenę sympatii w stosunku do tych osób. Osoby, które były traktowane w sposób uprzejmy, były też bardziej lubiane przez "eksperymentatorów"[5].
- Eksperyment aranżował dwie sytuacje: w jednej osoby badane były proszone o zrobienie czegoś dobrego dla innej osoby, której nie lubili lub która była im obojętna, a w drugiej sytuacji, ta inna osoba robiła coś dobrego dla nich. W większym stopniu wystąpił efekt wzrostu sympatii w stosunku do osób, którym wyświadczyło się przysługę, niż w stosunku do osób, które nam wyświadczyły przysługę. Dodatkowo zauważono, że im większa była wyświadczona przysługa, tym większy był wzrost sympatii dla tej osoby[6].